# 胡正明
チェンミン・カルヴァン・フー(Chenming Calvin Hu)こと胡 正明（こ せいめい、1947年7月12日 - ）は、中華民国生まれのアメリカ合衆国の電子工学者である。マイクロエレクトロニクスを専門とする。カリフォルニア大学バークレー校電子工学・計算機科学部でTSMC特別名誉教授を務めている。
IEEEは胡について、「マイクロエレクトロニクスの先見者であり、金属酸化膜半導体(MOS)の信頼性とデバイスモデリングに関する彼の業績は、電子デバイスの継続的なスケーリングに大きな影響を与えた」と評している。

## 生涯
胡は1947年に北平で生まれ、幼少期に家族で台湾に渡った。1968年に台北の国立台湾大学電気工学科を卒業し、アメリカに留学した。カリフォルニア大学バークレー校で1970年に修士号、1973年に博士号を取得した。1976年から、同大学の電気工学・計算機科学部で教員を務める。
胡はマイクロエレクトロニクスの分野において大きな貢献をしている。胡はマルチゲートMOSFETデバイスであるFinFETやBSIMファミリーの開発者の一人である。1980年代からは、半導体のシリコン酸化膜の信頼性について執筆している。
2001年から2004年まで台湾積体電路製造(TSMC)の最高技術責任者(CTO)を務めたほか、インファイ、FormFactor、MoSys、サンディスクなどの取締役を務めた。また、Celestry Design Solutions社を設立して取締役会長を務めた。

## 賞と栄誉
- 1997年: 全米技術アカデミー会員[4]
- 1997年: IEEEジャック・A・モートン賞[5]
- 2002年: IEEEソリッドステート回路賞（英語版）[6]
- 2002年: IEEEポール・ラポポート賞[7]
- 2004年: 中央研究院院士
- 2007年: 中国科学院外籍院士
- 2009年: IEEEジュンイチ・ニシザワ・メダル[8][1][9]
- 2013年: フィル・カウフマン賞（英語版）[10]
- 2014年: アメリカ国家技術賞[11]
- 2016年: 工業技術研究院院士
- 2020年: IEEE栄誉賞[12]